# Урошевац
Урошевац (алб. Ferizaj или Ferizaji; старији назив Феризовић, алб. Ferizoviç или Ferizoviçi) је градско насеље и седиште истоимене општине у Србији, које се налази у југоисточном делу Косова и Метохије и припада Косовском управном округу. Према попису из 2024. било је 48.472 становника.
Град је од праисторије био насељен културом Старчева, Винче и Бадена. Током османског периода, Урошевац је служио као трговачки центар на релацији Београд — Солун. Урошевац је одувек сматран градом где је толеранција и суживот у погледу религије и културе био део друштва у последњим вековима. Године 1999. у граду је основана база Армије Сједињених Држава. То је највећа и најскупља страна војна база коју су Американци изградили у југоисточној Европи, још од Вијетнамског рата.
Урошевац је такође познат по географском феномену познатом као бифуркација реке. Река Неродимка подељена је у две гране и завршавају се на два различита мора.

## Географија
Налази се на јужном ободу Косовске котлине, у подножју Шар-планине, на надморској висини од 573 метара. Смештен је на обалама реке Неродимке, познате по ретком хидролошком феномену — бифуркацији, на магистралном путу Приштина — Скопље.

## Историја
Град, назван Феризовић када је био део Османског царства, био је нешто више од села до 1873. године, када је отворена железница Београд — Солун, која је пролазила градом. Име потиче од хотела пре 1873. године у власништву Фериза Шасиварија.

### Праисторија
Најстарија етно-културна група која је живела у 6. и 5. миленијуму пре нове ере на територији Косова и Метохије била је старчевачка култура. Припадници ове групе изградили су своје домове у близини река и речних тераса. Правили су куће од врба и блата, док им је главна професија била орање и бављење пољопривредом.
Друга група која је заузела место старчевачке културе је винчанска култура. Ове смене становништва извршене су око 4300. године пре нове ере. Новопридошли су такође изградили своја станишта у близини река. Ова станишта су била необрађена, са густим редовима врба и кућа од блата. Остаци њихове материјалне културе, углавном различити облици керамичких посуда и велики број фигура печених глина, сведоче о високом културном нивоу.
Након Старчева и Винче, уследила је култура Бубањ-Хам. Ова културна група се проширила са истока, са територије данашње Бугарске. Када су носиоци ове етно-културне групе стигли у регион пре краја 6. миленијума пре нове ере, уништили су станишта Винча. Остаци њихове материјалне културе нису преживели.
Након Бубањ-Хам, баденска култура је стигла из Дунава, што представља њен најјужнији утицај на Косову и Метохији. Баденска култура завршила је пре краја 3. миленијума пре нове ере.

### Антика
Почевши од 8. века пре нове ере, а затим током наредних векова, све до римског освајања, може континуирано преносити нову културу у региону, племе Дардани. Дарданци су спалили своје мртве и сахрањивали њихове остатке у гробницама тумулус.
Око 280. године пре нове ере, неке епизоде из живота Дарданије достижу историјске записе као политичка заједница којом влада краљ.
Већина информација о Дарданцима говори о њиховим ратовима против Македонаца. Први контакт Дарданаца и Римљана догодио се 200. године пре нове ере када су понудили војну помоћ у борби против Македоније. Године 96. п. н. е. римски цар Корнелије Сула покорио је Дарданце. Бројна римска насеља успостављена су преко долине, на старим језерским терасама. Та су насеља пратила путну мрежу; повезујући градове као што су Улпијана и Скопље, који је био део важног пута који повезује Македонију са Далмацијом, пролазећи преко Урошевца и клисура Качаника. Део пута откривен је на кориту реке Лепенац, један код села Догановић, други код села Реке.

### Средњи век
Године 1183, појавом Немањића, а нарочито у 14. веку, овај део Косова постаје значајно политичко, привредно и културно средиште српске средњовековне државе. Тада је на територији око данашњег Урошевца постојао велики број племићких двораца и летњиковаца са богатим аристократским животом који се дешавао унутар њихових зидова. Они су били места окупљања српског племства и центри где су доношене важне политичке и друге одлуке, али и места која су походили страни изасланици и истакнути гости из владајућих европских племићких породица. Овде су изграђени неки од познатијих средњовековних дворова: Сврчин, Пауни, Неродимље, Штимље и други. У Сврчину је српски цар Душан први пут крунисан за краља године 1331, а дворац у Паунима, познат по својој лепоти, био је омиљено место краља Милутина. У Паунима је 1342. године цар Душан примио Јована VI Кантакузина, једног од претендената на византијски трон тог времена. Неродимље, са тврђавама Велики и Мали Петрич око дворца, била је омиљена резиденција Стефана Дечанског. У Штимљу се налазио дворац краља Уроша у коме је он наплаћивао дажбине. Након смрти цара Уроша у Неродимљу 4. децембра 1371. године, ова територија улази у састав земаља Вука Бранковића, тада господара Дренице и Косова.

### Под турском влашћу
У доба Османске империје, у пописним дефтерима, па ни у каснијим турским изворима, све до изградње железничке пруге, не помиње се насеље под именом Фериз-беј (Феризовић).
У то време, данашњи Урошевац (до 1912. Феризовић) био је само омање село окружено шумом и мочварама, све до 1873. када је отворена железничка пруга од Косовске Митровице до Скопља. Била је то прва значајнија пруга пуштена у саобраћај на територији данашње Србије. На скоро голом пољу, налазио се хан чији је господар био извесни Фериз-бег Шашивари. Поред хана је подигнута железничка станица, која по називу власника хана добија име Феризовић, а по станици и место које почиње да ниче уз њу. Када је око 1900. године насеље Феризовић подигнуто на степен мудирлука (среске испоставе) његово име је због српског облика по свом наставку избачено из званичне употребе и замењено именом Фериз Беј. Међутим, ово је име остало само у службеној употреби, а становништво је варошицу и даље звало Феризовић. Код сељака из околних места заживео је назив Тасјан, што је турска форма француске речи station — „станица”, по објекту око кога је настао град.
Изградњом пруге путеви из правца Призрена са запада и Гњилана са истока одједном су добили на важности. Уместо коњским караванима пољопривредни и занатски производи овог дела Косова сада су могли да се превозе железницом до Солуна, а у Урошевцу је истоварана солунска роба за Призрен и Гњилане. За мање од 25 година око железничке станице израста варошица од 400 кућа и око 150 дућана. Захваљујући погодном географско-саобраћајном положају Урошевац постаје важан трговачки и транзитни центар оног времена. Будући да се развијао у последњим деценијама 19. века, у време када се и у централном делу Балканског полуострва осећао утицај европске културе, град је врло мало примио од турско-источњачког обележја. Као најмлађи град на Косову он у то време одаје утисак модерне вароши. Феризовић чак нема одвојену чаршију као остале вароши, већ се чаршија пружа дуж целе вароши, њеном средњом и највећом улицом. Ипак, мали и збијени дућани са ћепенцима откривала су турско-источњачки утицај на његову архитектуру. Почела је градња путева, ханова, школа... Место је већ имало џамију и крај ње турску школу. Срби су за градњу школе добили дозволу (ферман) 1879. године.
Пре званичног припајања Краљевини Србији, име града је промењено у Урошевац по Урошу Нејаком, задњем цару Српскога царства. Промена назива одиграла се 22. октобра 1912. године.
Указом Краља од 23. јануара 1914. године насеље је добило статус варошице.

### Модерна

#### Први светски рат
Почетак Првог светског рата раздвојио је Србију и Црну Гору, и зато што су обе државе биле умешане од почетка рата, такође је Космет било покривен борбама. Октобра 1915. године Бугарска је ушла у рат и имала је војна дешавања на подручју Урошевца, која је била део главне артерије која је спајала Куманово и Скопље са Косовом и Метохијом. Град је служио као зауставна тачка за продор из Бугарске Качаничке клисуре. Отпор Срба завршио се 25. новембра 1915. године, када их је освојила бугарска војска, што су им омогућили Албанци у нади да ће се ситуација променити и да ће тешка ситуација бити готова. Дана 1. априла 1916. године Урошевац је остављен Бугарској као станични кључ, али могућност коришћења железнице дата је у употребу и аустроугарској команди за железничку пругу Призрен — Урошевац — Албанија.
Када је насеље пало на Србију током Првог балканског рата, локално албанско становништво пружало је одлучан отпор. Према одређеним извештајима, борбе су трајале три дана. Затим је српски командант наредио становништву да се врати кући и да се преда. Када су се преживели вратили, 300–400 мушкараца је погубљено, а према подацима католичког архијерејског архиепископа Лазара Мједе, само су три муслиманска Албанца старија од петнаест година преживела. Уследило је уништавање села у околини Феризовића, насељеним Албанцима. Пре него што је Лондонског споразума 1913. године Феризовић учинио део Краљевине Србије, име је промењено у Урошевац, након Стефана Уроша V, као део напора србизације почетком двадесетог века, када су била настањена места на Косову и Метохији добила име по јунацима из српске епске поезије.

#### Други светски рат
Рани период Другог светског рата имао је позитиван утицај на становнике Урошевца због тога што нису реализовали међународни уговор из 1938. године, који је потписан између Југославије и Турске за пресељење Албанаца у Турску, а који је садржао масовно досељавање становника округа Неродимља. Према овом уговору, ова миграција је требало да се реализује у периоду од 1939. до 1944. године. Али, напад Италије на Албанију ово није остварио. Нападом Италијана и Немаца на албанске земље, италијанске трупе распоређене су у Урошевцу, јер је пронађен помоћни војни аеродром Краљевине Србије, који је служио за спуштање италијански ваздухоплов.
Године 1941. водећа тела Комунистичке партије у Урошевцу су се обавезала да ће се што више становника придружити Народноослободилачком покрету, крајем ове године у Урошевцу су већ биле формиране нелегалне наоружане групе. Капитулацијом Италије земљу је окупирала Немачка, где је понашање немачке окупације било повољно у поређењу са Италијанима према албанском становништву. Чак и после немачке инвазије, Народноослободилачки покрет је још више ојачан до 1943. године, када је почело хапшење и депортација свих учесника. Овај покрет је резултирао ослобађањем земље и на крају је дошао до ослобођења града 2. децембра 1944. године. Након ослобађања града пред Народноослободилачким покретом стајала су два задатка: ослобађање и заштита на целој територији и обнова економије државе.

#### Рат на Косову и Метохији
Град је претрпео одређену штету током рата на Косову и Метохији 1999. године, при чему су нека од његових албанских насеља гранатирана и спаљена од стране војске Југославије. Након рата, град је доживео озбиљне међуопштинске немире, што је резултирало протеривањем или бежањем готово свих Срба и других неалбанских становника. Српске цркве Светог Николе и Светог Стефана уништене су 1999. године.
Камп Бондстил, главна база одреда Армије Сједињених Држава мировних снага КФОР-а на Косову и Метохији, налази се у близини. Камп је прилично велик: 360.000 квадратних метара. Бондстил се налази на брдима и пољопривредним земљиштима у близини града Урошевца. Бондстил се налази на брдима и пољопривредним земљиштима у близини града Урошевца.

## Становништво
Према првом попису турских власти из 1455. (најстарији сачуван попис) од 646 села записаних у области Бранковића она која данас припадају Урошевцу спадају међу највећа (Штимље 109 кућа, Плешина 82, Миросавље 73, Сојево 72, Раховица 72, Горње Неродимље 71). Становништво ових села, судећи бар по њиховим именима и презименима, 90% је словенског порекла. Осталих 10% чине Арбанаси, Власи, Грци и други. Овај етнички састав почиње лагано, али континуирано да се мења, још у 15. веку. Највеће етничке промене и нагла исламизација настале су крајем 17. и у првој половини 18. века, после турско-аустријских ратова, када се један део хришћанског становништва, али и део Арбанаса католика, сели на север, док се други део под притиском намета, исламизује. Из брдских предела Северне Албаније спуштају се Арбанаси, чије насељавање турске власти условљавају исламизацијом.
Када је 1836. године познати француски путописац и научник Ами Буе посетио овај крај, осим хана Фериза Шашивара затекао је још само пет негруписаних кућа. Једна је припадала породици Шерет, а остале породици Гогај, која се још раније доселила из околине Скадра.
Пуштањем у рад железничке пруге Митровица — Скопље почињу интензивна досељавања на ову територију. Око железничке станице убрзо почињу да ничу ханови, дућани и занатске радње. У варошицу се досељавању трговци и занатлија из околних места. Међу првима долазе призренски трговци албанске и српске националности, а међу првима се досељавају Абдуљ-ага, звани Лисица и породица Синадиновић. За њима долазе и познате цинцарске трговачке породице Куртић и Сантић, из околине Битоља, село Гопеш.
Брзи развој варошице, развој трговине и саобраћаја наметнули су потребу за даљим досељавањем трговаца и занатлија из суседних косовских градова и села. Тако се, 1894. године досељавају Хусеин Мила, звани Ђаковичанин, из Гњилана и Муфтијани из горњоморавског села Слатина. Познато је да је први пекар био Мила Андрејић, Арбанас-католик из Зјумаа (Северна Албанија), а први касапин Дима Павловић из Призрена. Највише занатлија је дошло из Призрена и то, грнчари Миленковићи, бојаџија Лука Призренац, обућар Башић, самарџија Синковић, а потом и Грковићи из Ораховца. Из Приштине су дошле прве сајџије Божовићи, као и терзије Вићентијевићи. Из Призрена су још дошли Синадиновићи, Деспотовићи, Галићи, Стаменковићи, Константиновићи, док су се из Приштине доселиле породице Панчетовић и Настић.
Према попису из 1921. Урошевац је заједно са Некодимом имао 728 кућа са 3.529 становника, а по попису из 1931. било је 1.026 кућа са 5.193 становника. Од тога је православним фамилијама припадало 475 кућа (2.244 члана), муслиманима 492 куће (2.691 члан), а католицима 59 кућа (258 чланова). Ови подаци говоре да је те 1931. године у Урошевцу становништво хришћанске вероисповести (православци и католици) било нешто бројније од оних који су се изјашњавали као муслимани.
Према 1981. године град је био већински насељен Албанцима. Након рата 1999. године готово сви Срби из града и околних села били су принуђени да напусте своје куће и имања.
| Етнички састав према попису из 1961.‍ | Етнички састав према попису из 1961.‍ | Етнички састав према попису из 1961.‍ | Етнички састав према попису из 1961.‍ | Етнички састав према попису из 1961.‍ |
| ------------------------------------ | ------------------------------------ | ------------------------------------ | ------------------------------------ | ------------------------------------ |
|                                      |                                      |                                      |                                      |                                      |
| Албанци                              | Албанци                              |                                      | 6.960                                | 59,7%                                |
| Срби                                 | Срби                                 |                                      | 3.894                                | 33,4%                                |
| Црногорци                            | Црногорци                            |                                      | 243                                  | 2,1%                                 |
| Хрвати                               | Хрвати                               |                                      | 183                                  | 1,6%                                 |
| Муслимани                            | Муслимани                            |                                      | 83                                   | 0,7%                                 |
| Укупно: 11.665                       |                                      |                                      |                                      |                                      |

| Етнички састав према попису из 1981.‍ | Етнички састав према попису из 1981.‍ | Етнички састав према попису из 1981.‍ | Етнички састав према попису из 1981.‍ | Етнички састав према попису из 1981.‍ |
| ------------------------------------ | ------------------------------------ | ------------------------------------ | ------------------------------------ | ------------------------------------ |
|                                      |                                      |                                      |                                      |                                      |
| Албанци                              | Албанци                              |                                      | 28.365                               | 75,3%                                |
| Срби                                 | Срби                                 |                                      | 5.202                                | 13,8%                                |
| Роми                                 | Роми                                 |                                      | 1.813                                | 4,8%                                 |
| Муслимани                            | Муслимани                            |                                      | 1.525                                | 4%                                   |
| Црногорци                            | Црногорци                            |                                      | 262                                  | 0,7%                                 |
| Укупно: 37.659                       |                                      |                                      |                                      |                                      |

| Етнички састав према попису из 2011.‍ | Етнички састав према попису из 2011.‍ | Етнички састав према попису из 2011.‍ | Етнички састав према попису из 2011.‍ | Етнички састав према попису из 2011.‍ |
| ------------------------------------ | ------------------------------------ | ------------------------------------ | ------------------------------------ | ------------------------------------ |
|                                      |                                      |                                      |                                      |                                      |
| Албанци                              | Албанци                              |                                      | 39.811                               | 93,4%                                |
| Ашкалије                             | Ашкалије                             |                                      | 2.203                                | 5,2%                                 |
| Роми                                 | Роми                                 |                                      | 178                                  | 0,4%                                 |
| Укупно: 42.628                       |                                      |                                      |                                      |                                      |

Број становника на пописима:
|             | \| Демографија[13] \| Демографија[13] \| Демографија[13] \| \| Година \| Становника \| Становника \| \| --------------- \| --------------- \| --------------- \| \| 1948. \| 6.685 \| \| \| 1953. \| 8.165 \| \| \| 1961. \| 11.665 \| \| \| 1971. \| 22.239 \| \| \| 1981. \| 37.659 \| \| \| 1991. \| 57.918 \| \| \| 2011. \| 42.628 \| \| |            |
| Демографија | |            |
| Година      | Становника | Становника |
| 1948.       | 6.685 |            |
| 1953.       | 8.165 |            |
| 1961.       | 11.665 |            |
| 1971.       | 22.239 |            |
| 1981.       | 37.659 |            |
| 1991.       | 57.918 |            |
| 2011.       | 42.628 |            |

## Верски објекти
Саборна црква Светог цара Уроша, саграђена је између 1929. и 1933. године, у истом дворишту са џамијом — што је куриозитет не само за оно време. Градитељ је био Јосиф Михаиловић, архитекта из Скопља. Збирка икона припада периоду српског средњовековног иконописа, а икону Свете Тројице осликао је Јосиф Радевић из Лазаропоља 1896. године. Црква има заветне дарове из 1909, кадионицу и неколико звона која су поклониле жене Крагујевца 1912. Иконостас је из 19. века, израђен у дуборезу и дар је краља Александра Карађорђевића.
Овај храм су током немира 17. марта 2004. оскрнавили албански екстремисти.
Џамију је дао да се сагради Дервиш-паша, у спомен победи над Арнаутима 1881. године у време Призренске лиге.

## Познате личности
- Трајко Грковић, народни херој Југославије
- Бранко Китановић, југословенски и српски књижевник, публициста, новинар и политичар
- Љуба Тадић, српски глумац
- Душан Микоњић, српски академски сликар и графичар
- Томислав Миловановић, српски певач

## Галерија
- Црква и џамија током прве половине 20. века у Урошевцу
- Библиотека у Урошевцу
- Железничка станица у Урошевцу
- Центар Урошевца